# Hernando Beach, Florida
Hernando Beach, Florida (енгл. Hernando Beach) насељено је место без административног статуса у америчкој савезној држави Флорида.

## Демографија
По попису из 2010. године број становника је 2.299, што је 114 (5,2%) становника више него 2000. године.
| Група             | 2000.         | 2010.         |
| Белци             | 2.089 (95,6%) | 2.156 (93,8%) |
| Афроамериканци    | 5 (0,2%)      | 17 (0,7%)     |
| Азијати           | 12 (0,5%)     | 9 (0,4%)      |
| Хиспаноамериканци | 56 (2,6%)     | 98 (4,3%)     |
| Укупно            | 2.185         | 2.299         |